# Thomas Gray
Thomas Gray (26. prosince 1716, Londýn – 30. července 1771, Cambridge) byl anglický preromantický básník, vědec a profesor historie na univerzitě v Cambridgi, kde strávil většinu života.

## Život
Pocházel z rozvrácené rodiny makléře a kloboučnice a jako jediný z jejich dvanácti dětí se dožil dospělosti. Nejprve studoval na Eton College, kde uzavřel celoživotní přátelství s Horacem Walpolem. Již od té doby zachovával svůj životní styl – studium vědních oborů včetně přírodovědných, literární práce v ústraní a společenský styk pouze s omezeným kruhem přátel, se kterými sdílel odpor k dobovým hýřivým zábavám. V letech 1734–1738 studoval práva na koleji Peterhouse Univerzity v Cambridgi. Studium přerušil a v letech 1739–1741 podnikl s přáteli cestu po Francii a Itálii. Po návratu pokračoval ve studiu, které dokončil roku 1743. Usadil se v Cambridgi a žil zde svým tichým životem. Pracoval pro universitu a podnikal výlety po Skotsku, Walesu a po anglické jezerní oblasti. Roku 1768 byl jmenován na Cambridgeské univerzitě profesorem moderní historie. Pohřben je ve Stoke Poges vedle své matky.

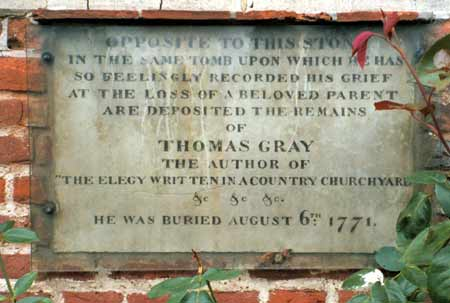
Deska označující Grayovu hrobku na hřbitově ve Stoke Poges

Básně psal již od 30 let, a to i v latině. Projevují se v nich jeho rozsáhlé znalosti, vyznačují se uhlazeným stylem, silou myšlenek a důstojností citu. Mnohé z nich vyjadřují trpkost a rozčarování nad lidským údělem a obsahují moralistní úvahy o lidské existenci, zároveň však vyzdvihují přemáhání nesnází jako školu lidskosti. Vedle melancholických děl psal ale také básně hravé a lehce výsměšné. Na svých textech pečlivě pracoval a poměrně neochotně je publikoval. Proslavil se především svou Elegií psanou na hřbitově vesnickém (Elegy Written in a Country Churchyard) z roku 1750, díky které je považován za nejvýraznější postavu anglické poezie poloviny 18. století. Na jejím základě je také řazen mezi básníky tzv. hřbitovní školy, jejímž hlavním tématem jsou pochmurné meditace o smrtelnosti. Kromě toho je autorem stylisticky vybroušených dopisů, které odrážejí humornější stránku jeho povahy a šíři jeho intelektu. Ačkoliv nebyl jako básník příliš plodný, stalo se jeho dílo klíčovým mezníkem anglického preromantismu.

## Výběrová bibliografie

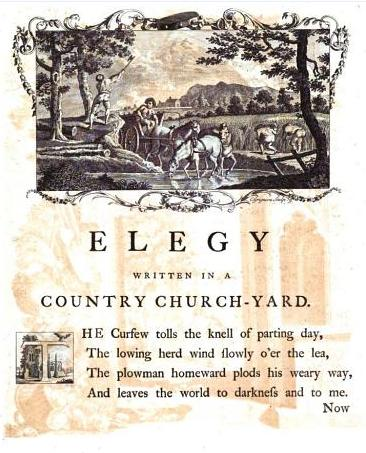
Elegie psána na hřbitově vesnickém, vydání z roku 1753

- Ode on the Spring (1742, Óda na jaro).
- Sonnet: On the Death of Richard West (1742, Sonet na smrt Richarda Westa). Básník Richard West (1716–1742) byl Grayovým přítelem z Eltonu a jeho předčasná smrt jej velmi zasáhla.
- Hymn to Adversity (1742, Hymnus na protivenství).
- Ode to a Distant Prospect of Eton College (1747, Óda na vzdálený pohled na Eltonskou kolej).
- Ode on the Death of a Favourite Cat Drowned in a Tub of Gold Fish (1748, Óda na smrt oblíbené kočky utonulé v kádi se zlatými rybičkami).
- Elegy Written in a Country Churchyard (1750, Elegie psaná na hřbitově vesnickém). Gray pracoval na svém nejslavnějším díle od roku 1842, údajně na základě životního otřesu v tomto roce a na základě procházek mezi hroby prostých venkovanů na hřbitově ve Stoke Poges, kde žila jeho matka. Báseň je hlubokým rozjímáním nad smyslem života a smrti a souzní s dobovým sentimentalismem tzv. hřbitovní školy, kterou však myšlenkově přerůstá. Kromě úvah o tom, že by člověk měl pamatovat na smrt (memento mori), ve které jsou si všichni rovni, Gray v elegii medituje nad morálními i společenskými podmínkami lidské existence a proti násilnictví, pýše, slávě a moci staví nové hodnoty, jako je čestnost, pracovitost a prostý venkovský život ve styku s přírodou.[2]
- The Progress of Poesy (1754, Cesta poezie), pindarská óda.
- The Bard (1757, Bard), pindarská óda.
- Odes (1757, Ódy), společné vydání ód Cesta poezie a Bard. Obě ódy vyjadřují přes svou klasicistickou dikci a přísné dodržování formy pindarské ódy novou preromantickou senzibilitu.
- Poems (1768, Básně), sbírka shrnuje Grayovo básnické dílo včetně jeho adaptací islandské a keltské poezie The Fatal Sisters (Sudičky), The Descent of Odin (Sestup Odinův) a The Triumphs of Owen (Owenova vítězství).

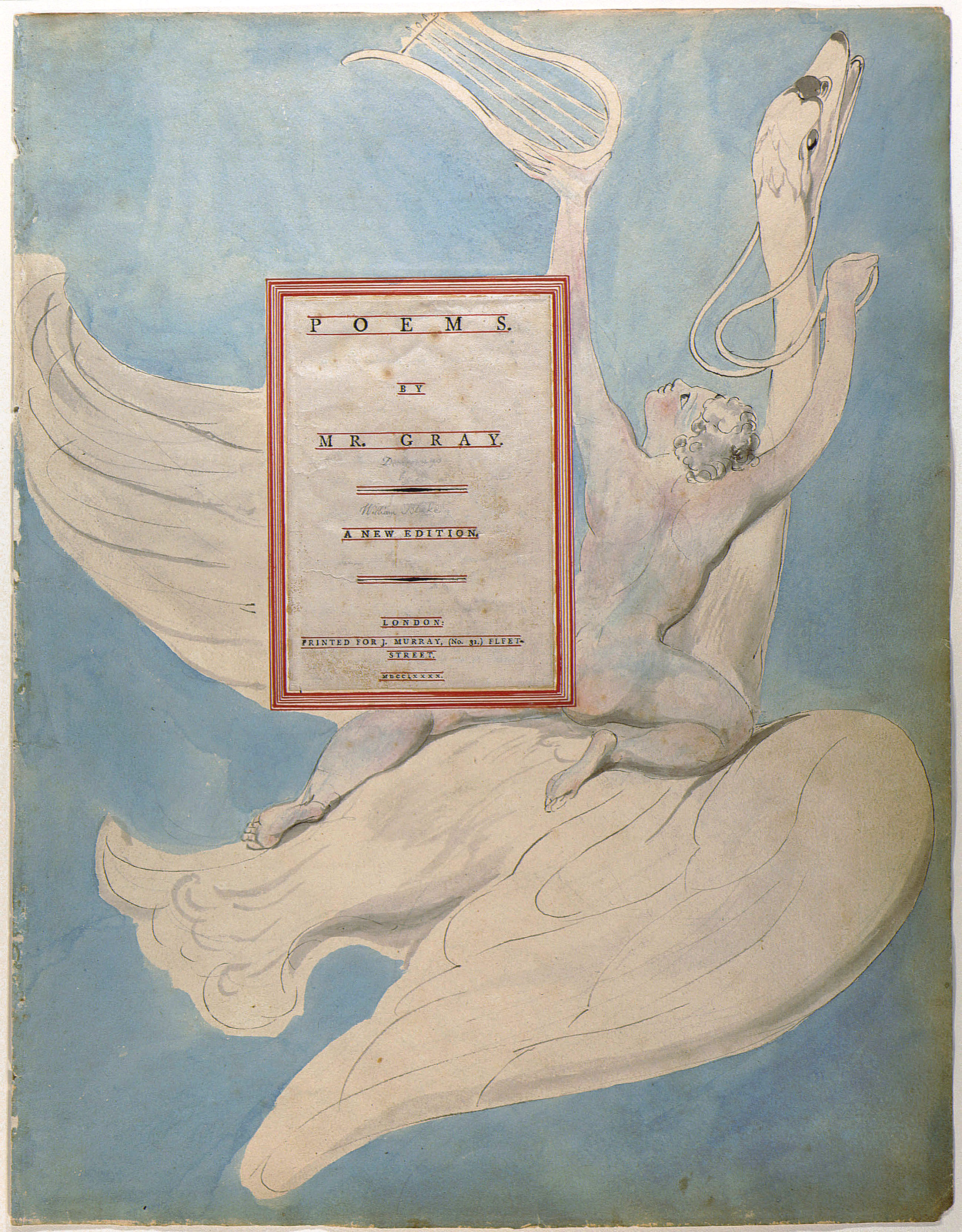
Ode on the Spring
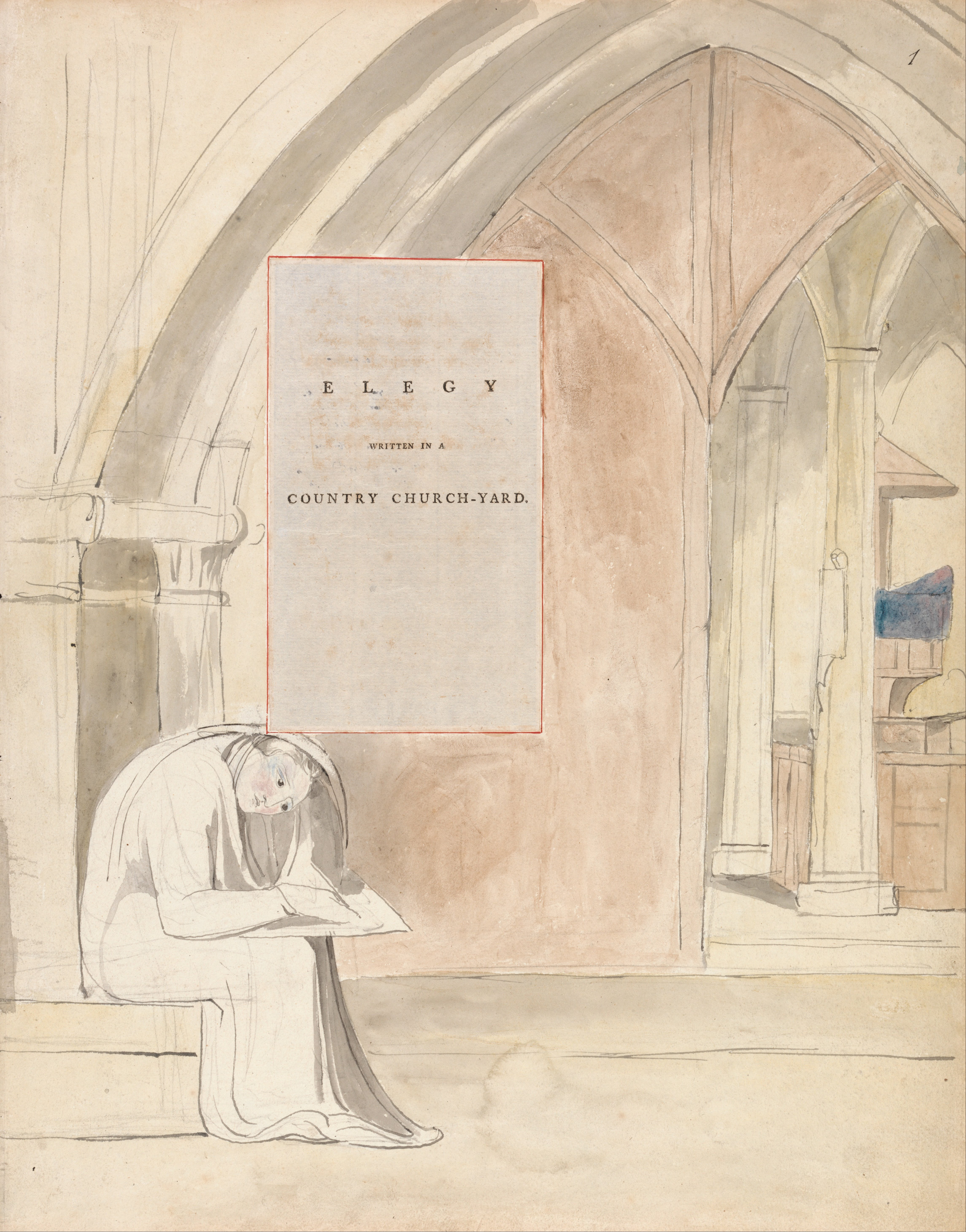
Elegy Written in a Country Churchyard
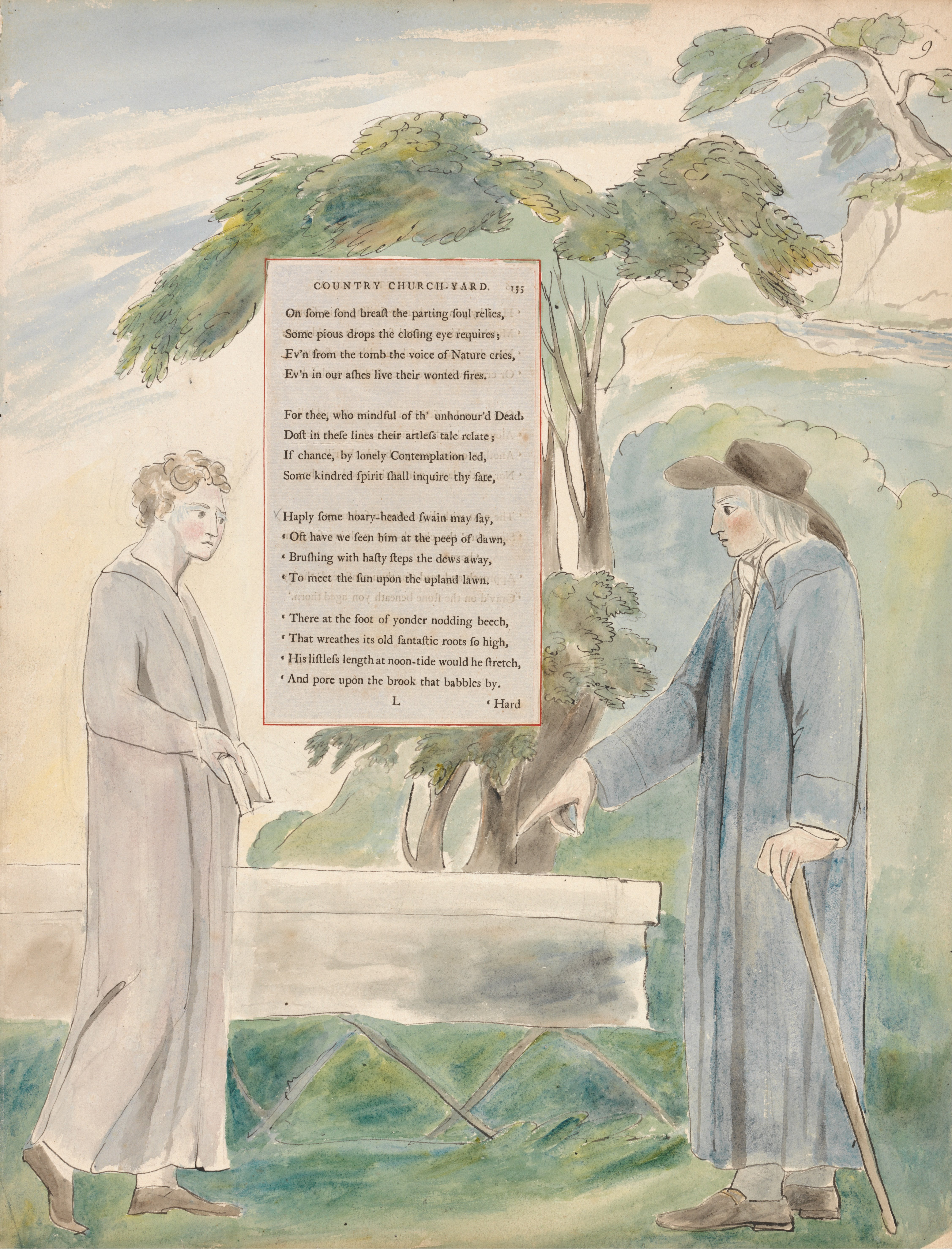
Elegy Written in a Country Churchyard
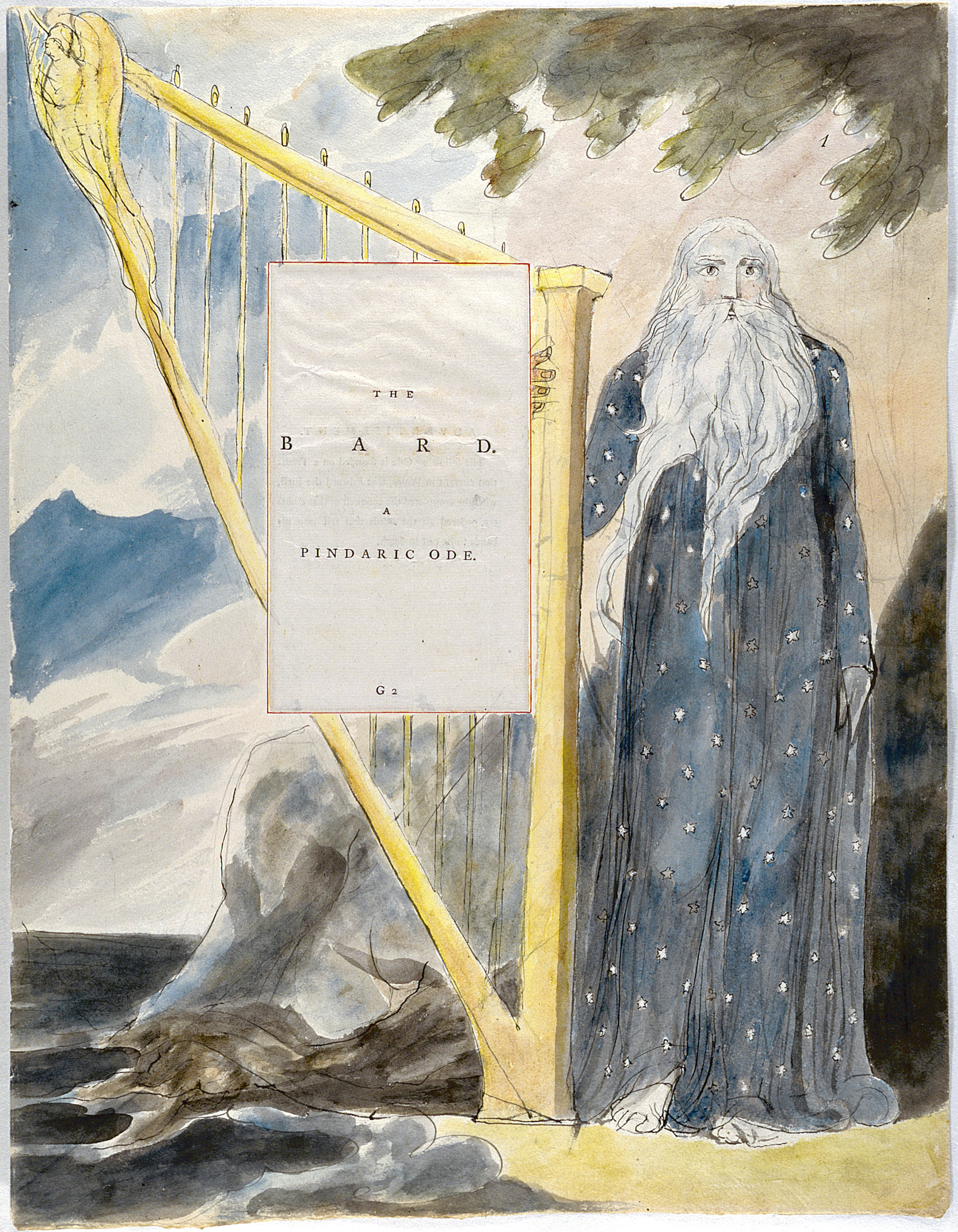
The Bard
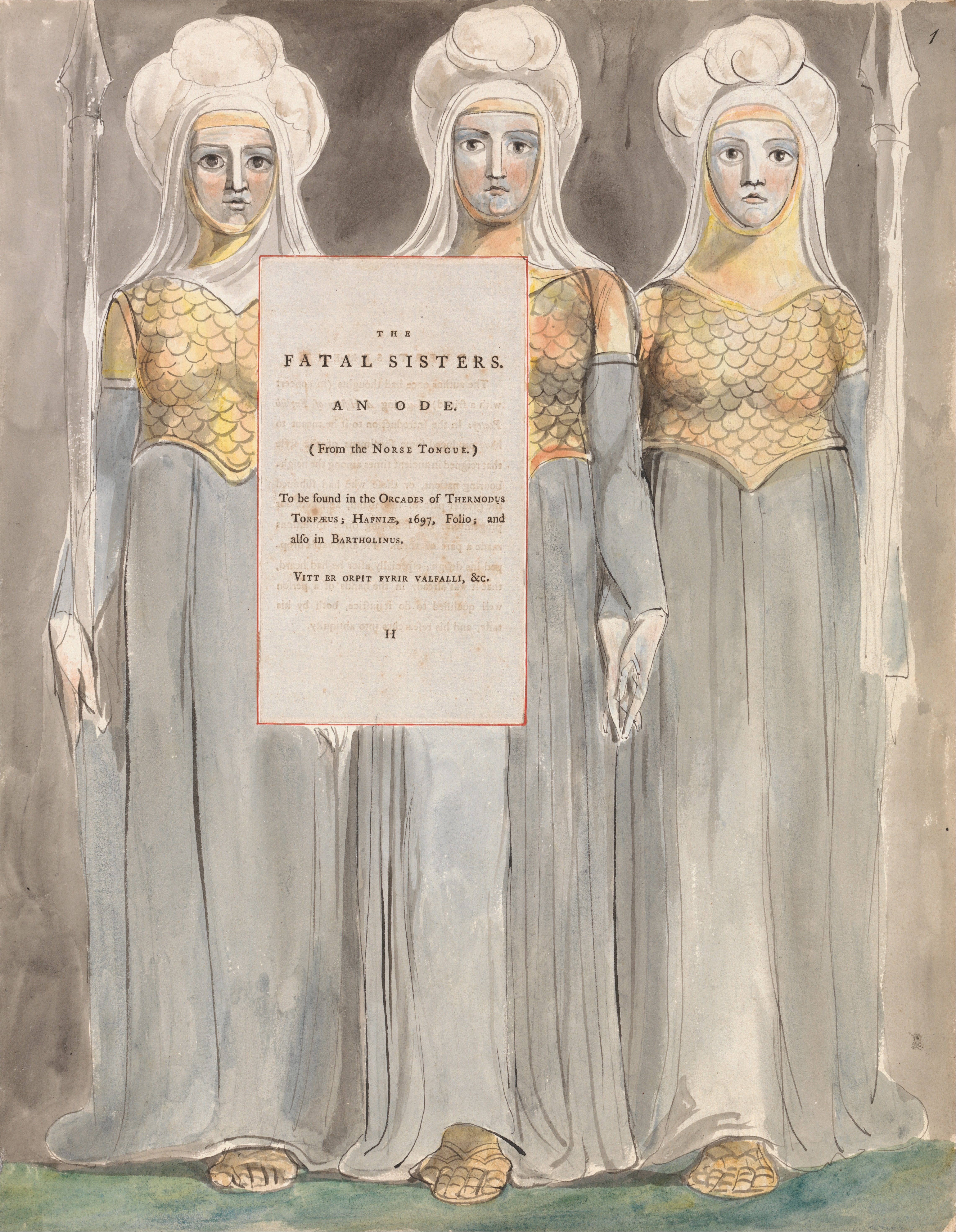
The Fatal Sisters

## České překlady
- Elegie na hrobkách veských (1807), přeložil Josef Jungmann, vyšlo v časopise Hlasatel český.
- Elegie psána na hřbitově vesnickém (1898), přeložil Jaroslav Vrchlický, obsaženo v antologii Moderní básníci angličtí, Praha: Josef R. Vilímek 1898.